# 萬海航運
萬海航運（ワンハイこううん 繁体字：萬海航運股份有限公司 英語：Wan Hai Lines Limited）は、中華民国（台湾）の海運企業。事業規模で長栄海運、陽明海運に次ぎ台湾国内で3位、世界では第11位となる国際海運業者である。なお、名称は萬海海運（Wan Hai Sipping）とも称され、日本では英称からワンハイラインズとも表記される。
萬海には士林製紙、泰安財産保険、八仙海岸、晶元光電、シンガポール・ユナイテッド・テクノロジーズなど、100社を超える企業によって萬海グループが形成されている。近年では外航航路の開拓にも着手しているが、依然としてアジア市場を中心に事業を展開している。

## 歴史

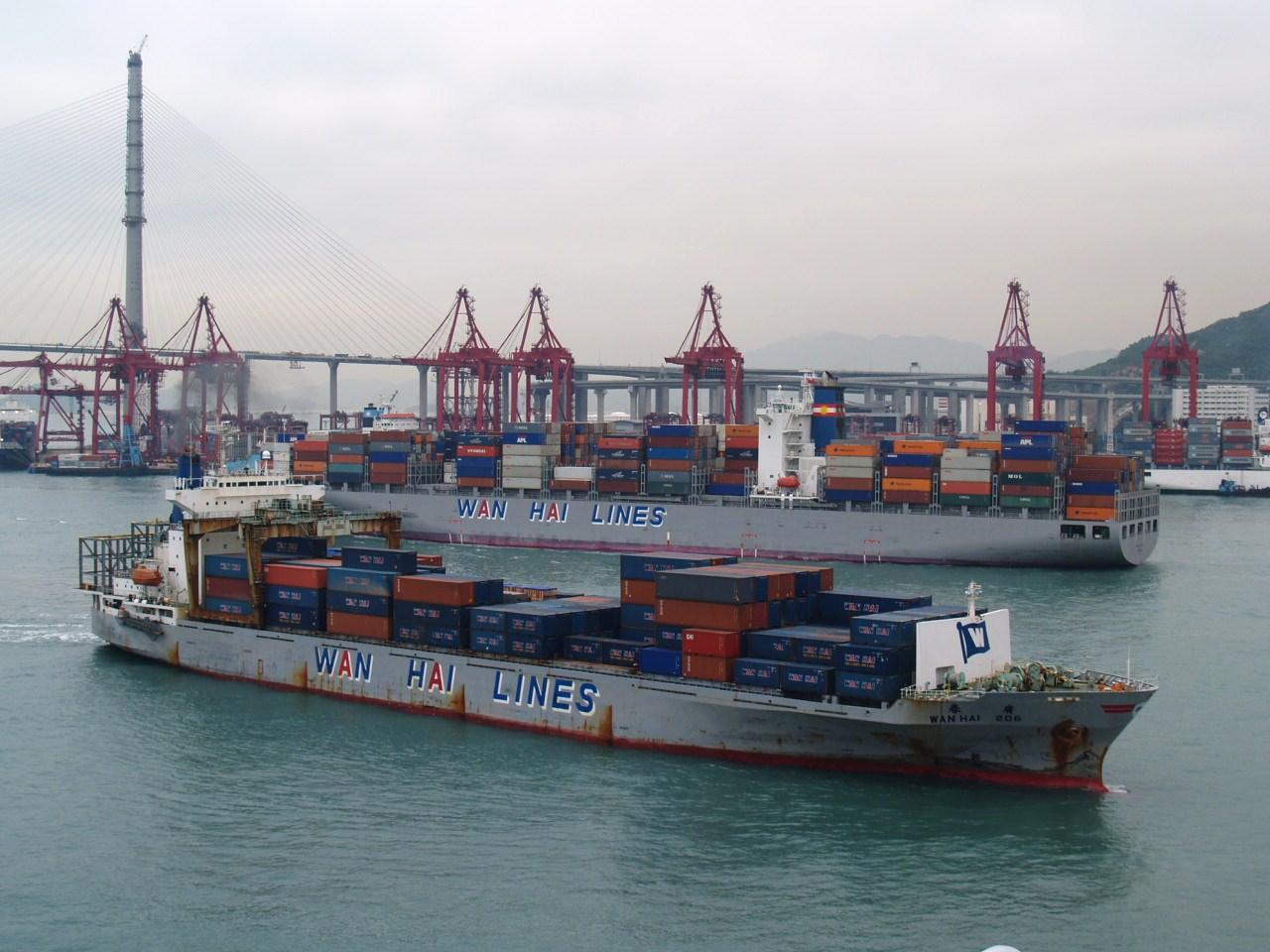
香港に寄港中のワンハイのコンテナ船

1965年2月24日、起業家である陳勇と、林維源の息子である林伯壽によって創立する。創立当初は日本と台湾間や東南アジア間での丸太の輸送に従事していた。
1976年7月、国際海上輸送が徐々にコンテナ輸送に移行する傾向であったことから、萬海は1965年7月に初となるコンテナ船を購入しており、台湾から日本へのコンテナ輸送サービスを開始する。対日貿易で業績を伸ばし現在の形が形成されており、その後、機材の拡充や航路の開拓を進め、基隆港、台中港、高雄港の各港に専用となるコンテナターミナルを設置し、2022年時点で68の航路と84の寄港地を有している。
1999年、初となる太平洋横断航路を開設。
2008年6月、陳家二代目である陳超然、陳超芳、陳清志の3兄弟は萬海海運の取締役を退任する。
2002年にはインドに現地法人を設立し、紅海航路の開拓を行う。
2003年には自社船舶を投入し紅海航路を拡大、同年、東京の大井コンテナふ頭に専用ターミナルを開設する。
2004年、アントワープ、ロッテルダム、ハンブルグに寄港する欧州航路の開設を行うが、後に廃止された。
2016年第2四半期末時点の規模は、所有船舶72隻、傭船22隻の計94隻となり、コンテナ総量は243,000TEUとなり、世界第19位であった。フランスの調査会社アルファライナーによれば、2016年第2四半期末の時点で、高雄港63ターミナル、台中港34ターミナル、大井港5ターミナルを所有する。このほか、長栄、陽明と共に台北港を運営しており、韓進海運、商船三井と共にベトナムのカイメプ港の運営も行う。
新型コロナウイルスの世界的流行の影響からアメリカ西海岸の港湾がロックダウンしたことに端を発した世界的なコンテナ不足も重なり、これを勝機と捉えトップ10入りを目指し船舶の増強を図っており、2021年に3000TEU型のコンテナ船12隻を各国の造船会社に対し発注しており、翌年に全て受領した。また、これら理由から世界的に海運費が高騰しているため、2022年の6月の連結売り上げが253億台湾ドルを記録し、増加率は41.45%となり、これは史上3番目に高い数値であるとの発表が行われた。